# Eparchie Pathanamthitta
Die Eparchie Pathanamthitta (lat.: Eparchia Pathanamthittensis) ist eine in Indien gelegene Eparchie der syro-malankarischen Kirche mit Sitz in Pathanamthitta, Kerala.

## Geschichte
Die Eparchie Pathanamthitta wurde am 25. Januar 2010 aus Gebietsabtretungen des Großerzbistums Trivandrum errichtet und diesem als Suffragandiözese unterstellt.
Die Eparchie Pathanamthitta erfasst nur die syro-malankarischen Katholiken des Distrikts Pathanamthitta. Die dort ebenfalls wohnenden Katholiken des lateinischen Ritus und der syro-malabarischen Kirche gehören zu anderen Diözesen.

## Bischöfe von Pathanamthitta
- Yoohanon Chrysostom Kalloor, 2010–2019
- Samuel Irenios Kattukallil, seit 2019